# 1936

## Події
- 4 січня — перейменована Катерининська залізниця в Сталінську залізницю, яка мала назву до 15 листопада 1961 року
- Створення Народного фронту у Франції
- Варшавський процес над членами ОУН
- Чергова чистка в КП(б)У
- До влади прийшов Георг VI — король Великої Британії, її Домініонів та імператор Індії

### Наука
- У зоопарку на Тасманії помер останній на землі тасманійський вовк.

## Народились
Дивись також Категорія:Народились 1936
- 12 січня — Раймонд Паулс, латиський піаніст, композитор, політик
- 22 січня — Жульєт Майнієль, французька кіноакторка нової хвилі (пом. 2023).
- 11 лютого — Берт Рейнольдс, американський актор
- 13 лютого — Анна Герман, польська естрадна співачка
- 16 лютого — Михайло Потебенько, український юрист
- 5 березня — Володимир Маслаченко, російський футболіст, спортивний коментатор, журналіст.
- 10 березня — Йозеф Блаттер, швейцарський футбольний функціонер, президент ФІФА (з 1998 р.)
- 11 березня — Гаральд цур Гаузен, німецький медик і учений, лауреат Нобелівської премії з фізіології або медицини 2008 року
- 18 березня — Фредерік Віллем де Клерк, президент Південно-Африканської Республіки (1989—1994)
- 19 березня — Урсула Андресс, швейцарська акторка.
- 28 березня — Маріо Варгас Льйоса, перуанський письменник.
- 29 березня — Говорухін Станіслав Сергійович, російський кінорежисер, актор.
- 23 квітня — Рой Орбісон, англійський співак.
- 24 квітня — Джилл Айрленд, американська акторка.
- 2 травня — Енгельберт Гампердінк, американський співак.
- 9 травня — Альберт Фінні, англійський актор.
- 9 травня — Гленда Джексон, англійська кіноакторка, політик.
- 10 травня — Ел Сміт, американський блюзовий співак.
- 12 травня — Іван Марчук, український живописець, народний художник України.
- 17 травня — Денніс Гоппер, американський актор і кінорежисер
- 26 травня — Коротич Віталій Олексійович, український письменник, поет, публіцист.
- 27 травня — Лу Госсет, американський актор.
- 30 травня — Метревелі Слава Калістратович, футболіст.
- 2 червня — Голубничий Володимир Степанович, спортсмен (спортивна ходьба).
- 4 червня — Брюс Дерн, актор.
- 15 червня — Державін Михайло Михайлович, російський актор театру і кіно.
- 22 червня — Кріс Крістоферсон, співак, композитор, актор.
- 18 липня — Іллєнко Юрій Герасимович, український актор, кінорежисер.
- 27 липня — Лієпа Маріс, латвійський танцюрист балету
- 1 серпня — Ів Сен-Лоран, французький кутюр'є.
- 21 серпня — Вілт Чемберлейн, американський баскетболіст
- 3 вересня — Зіне аль-Абідін Бен Алі, генерал, президент Тунісу (з 1987 р.)
- 6 вересня — Вірна Лізі, італійська кіноакторка, одна з секс-символів італійського кінематографу 1960-х років (пом. 2014).
- 7 вересня — Бадді Голлі, американський рок-співак
- 19 вересня — Ел Ортер, американський легкоатлет
- 24 вересня — Джим Генсон (1936), американський лялькар
- 29 вересня — Мілен Демонжо, французька акторка.
- 29 вересня — Сільвіо Берлусконі, прем'єр-міністр Італії (1994—1996 , з 2001 р.)
- 5 жовтня — Вацлав Гавел (Václav Havel), чеський драматург, дисидент, перший президент Чехії (з 1993 р.)
- 16 жовтня — Чикатило Андрій Романович, маніяк-убивця
- 17 жовтня — Куліш Савва Якович, український кінорежисер
- 17 жовтня — Іван Драч, український письменник, громадський діяч
- 23 жовтня — Людмила Іванівна Нуйкіна — радянська розвідниця-нелегал, полковник у відставці Служби зовнішньої розвідки Російської Федерації.
- 24 жовтня — Білл Вайман, британський рок-музикант, бас-гітарист, композитор.
- 28 жовтня — Роман Віктюк, український театральний режисер (пом. в 2020).
- 31 жовтня — Попов Гаврило Харитонович, російський політик
- 6 листопада — Еміль Лотяну, молдовський режисер
- 7 листопада — Вінграновський Микола Степанович, український письменник і кінематографіст
- 9 листопада —  Михайло Таль, російський шахіст
- 7 грудня —   Шарковський Олександр Миколайович, український математик, член-кореспондент АН УРСР (1978), академік НАН України (2006). Завідувач відділу теорії динамічних систем Інституту математики НАН України, Лауреат премій НАН України ім. М. М. Боголюбова та М. О. Лавретьєва. Став відомим завдяки доведенню теореми, яка отримала його ім'я. Автор праць з теорії динамічних систем, теоретичної механіки.
- 8 грудня — Девід Керрадін, американський кіноактор
- 17 грудня — Франциск, (до інтронізації-Хорхе Маріо Берґольйо) 266-й Папа Римський
- 23 грудня — Кім Юлій Черсанович, російський поет, композитор, драматург, сценарист, бард.

## Померли
Дивись також Категорія:Померли 1936
- 28 лютого — Шарль Ніколь, французький мікробіолог, встановив причини виникнення висипного тифу, лауреат Нобелівської премії 1928 року.
- 20 жовтня — Збруєва Євгенія Іванівна, російська співачка, контральто (* 1868).
- 10 грудня — Луїджі Піранделло, італійський письменник.

## Нобелівська премія
- з фізики: Гесс Віктор Франц — «За відкриття космічних променів», Андерсон Карл Девід — «За відкриття позитрона»
- з хімії: Петер Дебай — «За внесок в розуміння молекулярної структури в ході досліджень дипольних явищ і дифракції рентгенівських променів і електронів в газах»
- з медицини та фізіології: Генрі Дейл та Отто Леві — «За відкриття, пов'язані з хімічною передачею нервових імпульсів»
- з літератури: Юджин Гладстоун О'Ніл
- премія миру: Карлос Сааведра Ламас — «За миротворчу роль в болівійсько-парагвайському конфлікті 1935 року»